# ハイデンロート
ハイデンロート (ドイツ語: Heidenrod) は、ドイツ連邦共和国ヘッセン州ダルムシュタット行政管区のラインガウ＝タウヌス郡に属す町村（以下、本項では便宜上「町」と記述する）である。この町は面積 96 km2 と同郡で最も広い自治体である。この面積は、隣接するラインラント＝プファルツ州の州都であるマインツよりも約 1 km2 狭いだけである。19のオルツタイル（地区）から構成されており、ヘッセン州で最も多くの地区からなる自治体の1つである。行政機関は最大地区のラウフェンゼルデン地区にある。7,800人の人口は、郡内ではシュランゲンバートとリューデスハイム・アム・マインと間の中間的位置にある。

## 地理

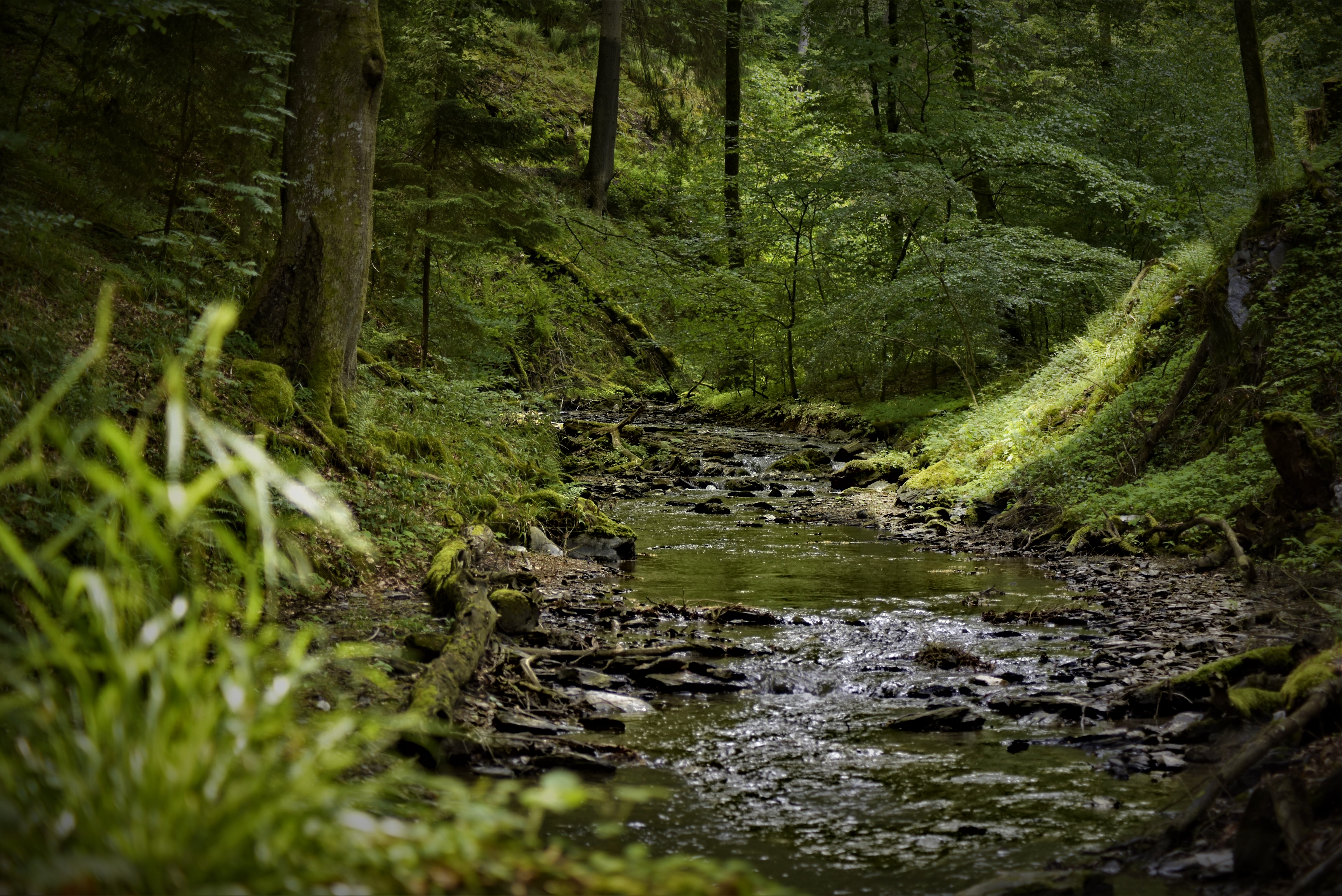
ハイデンロートのヴィスパー川上流

### 位置
ハイデンロートは、タウヌス山地の主脈の北にあたるヒンタータウヌス地方西部、アール川の西側、コブレンツとヴィースバーデンの間で、ライン川とラーン川とのほぼ中間地点に位置している。町域は、緩やかな丘陵地であるケメラー・ハイデの森林地域に広がっており、ベーダー街道として知られている連邦道 B260号線沿いにある。タウヌス山地西部の中で最も高所にある2つの集落、ケメル（中心部の高度は 510 m）とマッパースハイン（中心部の高度は 500 m）はともにハイデンロートのオルツタイル（地区）である。マッパースハインの北西約 500 m に位置するマッパースハイナー・コプフは高さ 548 m で、ヒンタータウヌス西部で最も高い山である。こうした高地は、町を流れる多くの小川の湧出地となっている。川はあらゆる方向の町境に向かって流れ、非常に複雑な分水界構造を形成している。ほとんど全ての地区が、それぞれ異なる谷や、2つの谷に挟まれた山の背に位置している。
ケメル地区の西で湧出したヴィスパー川の源流となるいくつかの小川たちは、ヴィスパー地区とゲロルトシュタイン地区との間で合流して行く。マッパースハイン地区からはデルスバッハ川が湧出する。町域の約 60 % が森林である。

### 隣接する市町村
ハイデンロートは、北はホルツハウゼン・アン・ハイデ、レッテルト、ベルントロート、デルスドルフ、アイジヒホーフェン、レッケンロート（以上、いずれもラインラント＝プファルツ州ライン＝ラーン郡）、北東はアールベルゲン、東はホーエンシュタイン、南東はバート・シュヴァルバッハ、南西はシュランゲンバートおよびエストリヒ＝ヴィンケル、西はロルヒ（以上、ラインガウ＝タウヌス郡）、ヴェルテロート、シュトリュート、ヴァイデンバッハ、ディートハルト、ナシュテッテン（以上、ライン＝ラーン郡）と境を接している。

### 自治体の構成
ハイデンロートは、以下の19のオルツタイル（地区）からなる（括弧内は、2019年11月14日現在の人口である）。したがって、オーバーツェント市と並んで、ヘッセン州で最も多くの市区からなる2つの街の1つである。
| - アルゲンロート (88) - ディックシート (505) - エーゲンロート (179) - ゲロルトシュタイン (101) - グレーベンロート (356) - ヒルゲンロート (104) - フッペルト (538) - ケメル (1,408) - ラングシート (225) - ラウフェンゼルデン (2,013) | - マッパースハイン (266) - マルテンロート (73) - ナウロート (673) - ニーダーマイリンゲン (331) - オーバーマイリンゲン (84) - シュプリンゲン (528) - ヴァッツェルハイン (400) - ヴィスパー (99) - ツォルン (436) |

6つの地区が約100人以下の小さな地区である。
これらはかつて独立した町村で、オルツバイラート（地区委員会）を有するオルツベツィルク（地区）を形成している。かつて1つの自治体であったディックシート＝ゲロルトシュタインは2つの地区に分割された。

## 歴史
ヘッセン州の地域再編を背景に、1971年12月31日にそれまで独立した町村であった16の自治体が、新たな自治体ハイデンロートとして合併した。1972年7月1日にマルテンロートがこれに加わった。18番目の地区となったヒルゲンロートは、1977年1月1日の州法発効によりハイデンロートに編入された。全ての地区がオルツバイラートとオルツフォアシュテーアー（地区代表）を有するオルツベツィルクを形成している。

## 行政

### 議会
ハイデンロートの町議会は、31議席で構成されている。

### 首長
ヘッセン州では、1993年から市町村長は6年ごとに直接選挙で選出される。
フォルカー・ディーフェンバッハは、2013年9月22日に 53.6 % の票を獲得して町長に選出された。この選挙の投票率は 77.2 % であった。彼は2014年1月1日に町長に就任した。彼は2019年5月26日に再選され、2020年1月1日から新たな6年の任期に入った。

#### それ以前の町長
- 1996年 - 2001年: フリードリヒ・フラッハ (CDU)
- 2002年 - 2013年: ハーラルト・シュメルツアイゼン (SPD)

### 紋章
ラインガウ＝タウヌス郡のハイデンロート町は、1980年12月12日にヘッセン州内務大臣から紋章の使用を認可された。
図柄: 左右二分割。向かって左は赤地で、斜め十字に組み合わされた2本の金色の開墾用つるはしの上に、12の先端がある金の角を持つシカの頭部。向かって右は、金地で、根を張った緑色のモミの木。

### 姉妹自治体
ハイデンロートは以下の自治体と姉妹自治体関係にある。
- マード（ハンガリー語版、英語版）（ハンガリー、ボルショド・アバウーイ・ゼンプレーン県）
- ゾルシュテット（ドイツ語版、英語版）（ドイツ、テューリンゲン州）
- ヴィスー（フランス語版、英語版）（フランス、エソンヌ県）

## 文化と見所
ハイデンロートの文化財リストには83件が登録されている。

## 経済と社会資本
町の地形から、ハイデンロートには町内に8つの下水処理場がある。人口約90人のゲロルトシュタイン地区だけのために、ヘッセン州の指示により2001年に250万ユーロを費やして新しい下水処理場が建設された。こうした理由と、町内に大きな工業立地がないことから、ハイデンロートはヘッセン州でもっとの負債の大きな自治体に数えられる。上下水道利用料、墓地の使用料はヘッセン州の他の自治体よりも高い。また、18の公民館、15の消防団、16の墓地がある。ハイデンロートの活発なクラブ活動は84というクラブの数の多さに表わされている。

### 交通
連邦道 B260号線が町域を貫いている。
ハイデンロートは、ライン＝マイン交通連盟 (RMV) に加盟している。2本のバス路線が、一方はヴィースバーデンと町を結び、他方はナシュテッテンおよびカッツェンエルンボーゲン方面を結んでいる。ルフタクシー（デマンド型交通）が、小さな地区のほとんどと公共近郊交通機関とを結んでいる。
ハイデンロートのグレーベンロート、ラウフェンゼルデン、フッペルト、ケーメル地区をドイツ・リーメス自転車道が通っている。これは、ライン川沿いのバート・ヘニンゲンからドナウ川沿いのレーゲンスブルクまで、オーバーゲルマニッシュ＝レティシャー・リーメス沿いに 818 km の自転車道である。

### 教育
ハイデンロートには、基礎課程学校が2校ある。ラウフェンゼルデン地区のフレーダーマウスシューレはエーゲンロート、グレーベンロート、フッペルト、マルテンロート、ラウフェンゼルデンの生徒が学び、さらにレッケンロート（ラインラント＝プファルツ州）の生徒もここで学んでいる。他の地区の生徒は、ケーメル地区のケーメラー・ハイデ基礎課程学校で学ぶ。
上級の学校は、アールベルゲンとバート・シュヴァルバッハにある。

### 企業
1988年からジェネコ・インターナショナル GmbH がグレーベンロートで全世界向けに年間2500万個のフォーチュン・クッキーを製造している。2007年にコップ環境 GmbH はケーメルの旧軍事施設跡に自然エネルギーパークを建設した。この会社は、高さ 185 m の風力発電施設を2基建設し、さらにバイオマス発電所を運営している。2013年時点で年間4000万kWhの再生可能エネルギーを生産し、85人の従業員を雇用するハイデンロート最大の民間雇用主である。

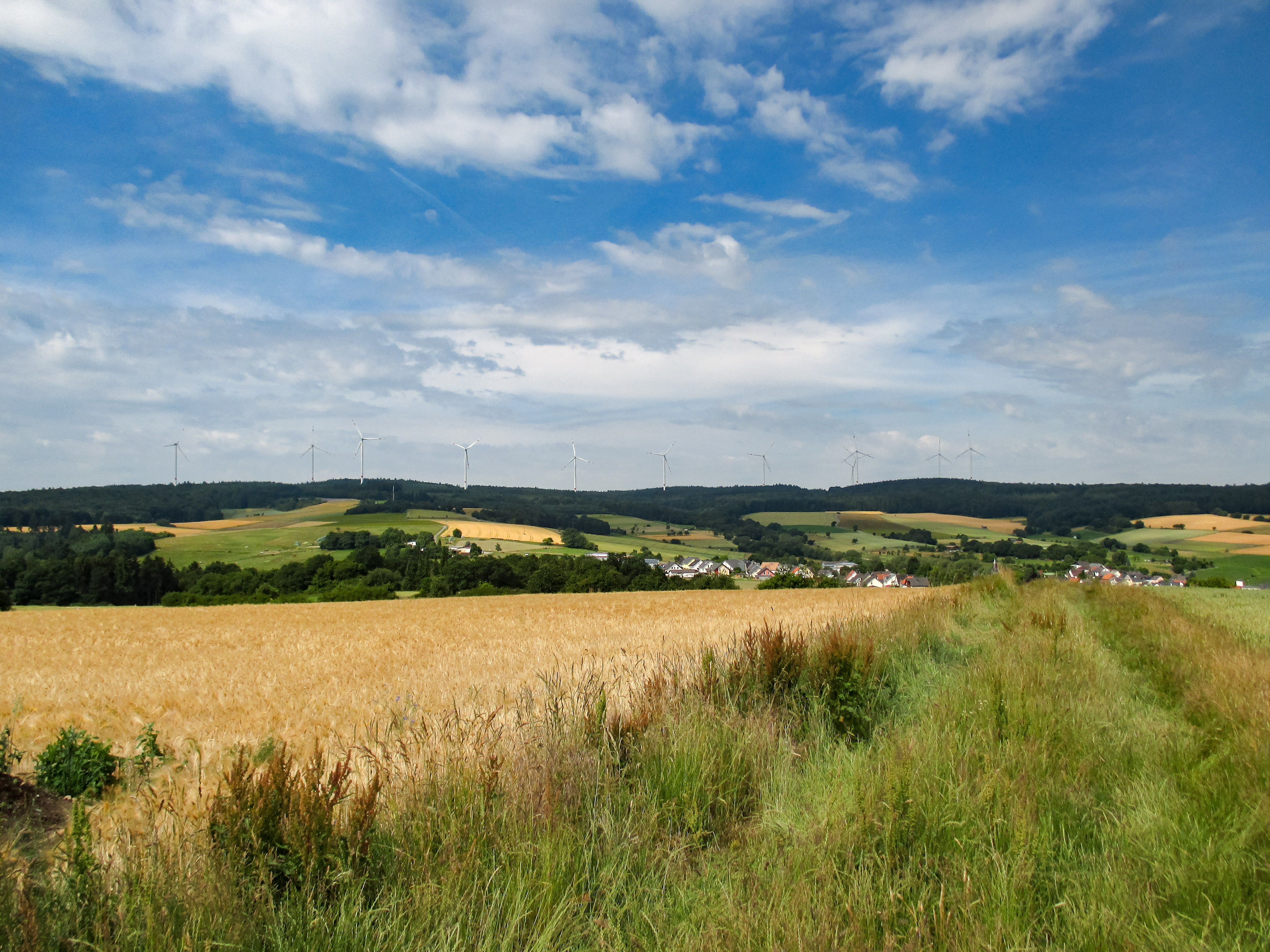
ハイデンロート・ウィンドパーク

### エネルギー
ハイデンロートには合わせて17基の風力発電機からなる2つの風力発電所とバイオマス発電所がある。最初の施設は、1990年代末にケーメル地区に7基のエネルコン E-40/5.40で建設されたが、2012年からはマストの高さ135 m、風車の直径101 m のエネルコン E-101、5基に置き換えられた（リパワーリング）。これにより風力発電所の発電機の数は減少したが、総出力は3.5 MW から 15 MW へ、約4倍となった。「自然エネルギーパルク」と呼ばれるこの施設はコップ環境 GmbH によって開設され、運用されている。
ハイデンロートにあるもう一つの風力発電所は、2012年1月の住民投票で 88.2 % の住民が12基の風力発電機の建設に賛成し、設計、建設が行われた。49 % をハイデンロート町が、51 % をジューヴァーク・エネルギーが出資して、「ヴィントエネルギー・ハイデンロート」が2013年3月に設立された。ベーダー通り沿いの森での発電所建設工事は2014年2月に、伐採作業から始まった。3月からは道路とケーブルルートの建設が続いて行われた。ハイデンロート発電所の電力は、RWEの子会社ヴェストネットの110kVケーブルでつながった近くのアイジヒホーフェン変電所から 30 kV の電気として供給される。風力発電施設建設の鍬入れは、6月にハイデンロート町長、ヴィントエネルギー・ハイデンロート社長、ジューヴァーク社長によって行われた。この風力発電所は2015年5月20日に開所記念式典が行われ、ヘッセン州経済大臣タレーク・アル＝ヴァツィールも出席した。
ハイデンロート風力発電所には、GEウインド・エナジーGmbHのザルツベルゲン工場で製造された GE2.5-120が12基設置された。マストの高さは 139 m、風車の直径は 120 m あり、全高は 199 m である。この発電機の出力は2.5 MW、発電所全体の総出力は30 MW である。これはあ26,000戸の供給量に相当する。年間の発電量は約91,000 MWh と予想される。完全に稼働した最初の年、2015年4月から2016年3月の1年間で、操業開始後の技術的点検のための停止や、コウモリや鳥を保護するための停止があったにもかかわらず、当初の予想を超えて 97,800 MWh を供給した。
ハイデンロートでは、年間14万 MW の再生可能エネルギーが供給されているが、その約 70 % が風力発電による。これは3人世帯約26,000戸の電力需要に相当する。これにより、1年あたり約11万トンの二酸化炭素排出が抑制できている。これは4万トン以上の炭素を燃やした量に相当する。

## 関連図書
- ハイデンロート - Hessischen Bibliographie
- ハイデンロートの著作およびハイデンロートを主題とする文献 - ドイツ国立図書館の蔵書目録（ドイツ語）より。